# Siegener Versorgungsbetriebe
Die Siegener Versorgungsbetriebe GmbH sind das kommunale Versorgungsunternehmen der Stadt Siegen. Das Unternehmen ist Eigentümer und Betreiber der Trinkwasser- und Gasnetze in Siegen sowie des Gasnetzes im Zentrum und im Stadtteil Brauersdorf der benachbarten Stadt Netphen. Die Geschäftstätigkeit umfasst des Weiteren die Trinkwasserbelieferung in der Stadt Siegen sowie überregional den Vertrieb von Gas und Strom.

## Struktur
Gesellschafter der Siegener Versorgungsbetriebe sind zu 74,88 % die Stadt Siegen, zu 24,92 % die Rheinische Energie AG und zu 0,20 % die Bethmann Bank AG. Geschäftsführer ist Thomas Mehrer. Aufsichtsratsvorsitzender ist Ratsmitglied Joachim Boller.
Die Siegener Versorgungsbetriebe sind selbst mit einem Anteil von 16,66 % Gesellschafter der SE SAUBER ENERGIE GmbH & Co. KG, einem Stadtwerke-Verbund von sechs Energieversorgern.

## Zahlen
Der Netzbetrieb der Siegener Versorgungsbetriebe betreute 2018 im Bereich Gas eine Netzlänge von 714 Kilometern mit 18.000 Netzanschlüssen und im Bereich Trinkwasser eine Netzlänge von 857 km mit 25.300 Hausanschlüssen. Der Vertrieb der Siegener Versorgungsbetriebe lieferte 730 Mio. kWh Gas (2013: 964 Mio. kWh; 2012: 1.004 Mio. kWh; 2011: 944 Mio. kWh) und 31,1 Mio. kWh Strom (2013: 11,2 Mio. kWh; 2012: 8,2 Mio. kWh; 2011: 5,4 Mio. kWh) sowie im Stadtgebiet Siegen 5,23 Mio. m³ Trinkwasser (2013: 5,04 Mio. m³; 2012: 5,11 Mio. m³;2011: 5,13 Mio. m³).

## Unternehmensgeschichte
Die Siegener Versorgungsbetriebe haben ihre Wurzeln im 19. Jahrhundert. 1862 errichtete die „Siegener Gasanstalt von W. Francke und Kompagnie“ das erste Gaswerk in der Stadt. Noch im selben Jahr wurden die Straßenbeleuchtung und die Gasversorgung aufgenommen. Sie löste die vorherige Straßenbeleuchtung mit Öl- beziehungsweise Petroleumkerzen ab. Das Gas wurde aus Kohle im Gaswerk selbst produziert.
1887 kaufte die Stadt Siegen das Gaswerk auf und führte es mit dem bestehenden Wasserwerk zu einem Querverbundvertrieb unter einheitlicher Leitung zusammen – den Stadtwerken Siegen. In den folgenden Jahren bis 1892 wurde über 1 Million Goldmark in den Bau eines neuen zentralen Wasserverteilungsnetzes investiert.
1930 stellte man die eigene Gaserzeugung ein. Die Stadtwerke Siegen wurden Teilhaber der Westfälische Ferngas AG und nutzten fortan das von der Siegener Industrie erzeugte Hochofengas. Der übrige Bedarf wurde aus der neugebauten Südwestfalenleitung aus Dortmunder Kokereigas gedeckt.
Ein 10.000 m³ großer Stahl-Kugelgasbehälter wurde 1935 fertiggestellt. Er war als Reserve für eine eventuell eintretende Gasknappheit gedacht. Der Behälter ist heute der zweitälteste Kugelgasbehälter der Welt. 1993 musste er an seinen heutigen Standort in der Friedrich-Friesen-Straße versetzt werden. Er ist heute nicht mehr in Betrieb, bleibt aber ein wichtiges industrielles Denkmal.
Zum Ende des Zweiten Weltkriegs waren rund 80 % der Stadt Siegen zerstört. Aufgrund der Konzentration der Stahlindustrie in Siegen war die Stadt Ziel massiver Bombardierungen geworden. Erst 1946 konnte die Gasversorgung in Siegen wiederaufgenommen werden.
In den Jahren 1959 und 1960 kam es im Siegerland aufgrund extremer Trockenheit zu einer Wasserknappheit. Eine daraufhin erlassene Notverordnung sah die Anreicherung von Oberflächenwasser zur Versorgung des Siegener Stadtgebietes vor. In der Folge wurde der Bau der Obernautalsperre und der Breitenbachtalsperre vorangetrieben.
1965 ging das Fernheizwerk am Haardter Berg in Betrieb. Es versorgte das umliegende Gebiet mit Fernwärme. Acht Jahre später wandelte die Stadt Siegen ihren Eigenbetrieb Stadtwerke Siegen in die Siegener Versorgungsbetriebe GmbH um. Alleiniger Eigentümer blieb die Stadt Siegen. 1975 weiteten die SVB die Gasversorgung auf die anliegende Großgemeinde Netphen aus. Mit der kommunalen Neuordnung 1974 waren bereits die Stadtwerke Hüttental und Eiserfeld mitsamt Personal in die Siegener Versorgungsbetriebe aufgenommen worden.
1984 kaufte die Rhenag (Rheinische Energie AG) 24,92 % der Anteile an der Siegener Versorgungsgesellschaft und wurde somit zur Minderheitsgesellschafterin.